# 張熙
張 熙（ちょう き、簡体字中国語: 张熙）は、清朝の政治家。浙江山陰県（現在の浙江省紹興市）の人。
1857年、張熙は辛于鏞に替わって宝山県知県として着任。1858年に劉希瀛へその任を引き継いだ。